# Landsforeningen for Bæredygtigt Landbrug
Landsforeningen for Bæredygtigt Landbrug eller Bæredygtigt Landbrug er en forening, der blev stiftet i foråret 2010 for at øge indtjeningen blandt landbrugene i Danmark.
Foreningen blev stiftet, da 10 planteavlere følte, at Landbrug & Fødevarer ikke i tilstrækkelig grad havde formået at få deres budskab om konsekvenserne af regeringens initiativer igennem.
Foreningen havde i januar 2011 ca. 1100 medlemmer, i september 2015 ca. 4000 medlemmer.

## Naturkonference marts 2011
Foreningen var 16. marts 2011 arrangør for konferencen "Naturkonference" på Christiansborg

I den forbindelse tømte foreningen foreningskassen i en storstilet annoncekampagne

Naturkonferencen blev akkompagneret af en traktordemonstration, der fik miljøminister Karen Ellemann til at aflyse sin deltagelse: "- Jeg går ind for en fri og faglig dialog, men ikke for en dialog under pres og trusler, sagde Karen Ellemann."

## Stævninger
Foreningen har stævnet René la Cour Sell for udtalelser om vandboringer. I denne sammenhæng udtalte formanden godsejer Christian G. Castenskiold:
"Rene la Cour Sell er kun den første, vi går efter, for i fremtiden vil vi aktivt gå efter alle, der udtaler sig med usandheder omkring landbruget."

Byretten i Roskilde frikendte 5. nov 2012 René la Cour Sell for injurier.  Ét år senere kom Østre Landsret til samme konklusion.
Foreningen har endvidere truet Mette Gjerskov med en stævning. Men efter råd fra foreningens advokat er stævningen henlagt. "Men advokaten sagde, at politikere kan slippe af sted med at sige næsten hvad som helst, og at det er nemmere at sagsøge en privatperson"
DMU har også været i søgelyset "... vi har undersøgt, om det kunne lade sig gøre at melde DMU til Udvalgene, men fik at vide, at det ville blive en kæmpe sag"

I 2016 stævnede de NaturErhvervstyrelsen og Styrelsen for Vand- og Naturforvaltning på grund af vandområdeplanerne, som skal forbedre vandmiljøet i vandløb, søer, fjorde og kystvande. Bæredygtigt Landbrug mener, at planerne er forkerte, og påfører urimelige restriktioner på landbruget.
Den 1. april 2023 udgav nyhedssiden gylle.dk, som hovedsageligt beskæftiger sig med miljøet, en aprilsnar hvori landbruget, heriblandt Bæredygtigt Landbrug, undskyldte for forureningen forårsaget af dem i Danmark. Artiklen blev kort efter slettet, da Bæredygtigt Landbrugs advokat truede med fogedforbud, retssag og erstatningskrav, hvis ikke den blev fjernet.

## Liberal Alliance
Bæredygtigt Landbrug har formuleret Liberal Alliances landbrugspolitik.
Til gengæld har partiets reklamemand Søren Kenner udarbejdet et reklamekoncept for foreningen

## Foreningens navn
Foreningens navn Bæredygtigt landbrug giver anledning til misforståelser, da den almindelige opfattelse af bæredygtigt landbrug er Sustainable agriculture, en videreudvikling af begrebet bæredygtig udvikling, der blev lanceret i Brundtlandrapporten i 1987, mens Bæredygtigt Landbrugs brug af ordet mere handler om økonomisk og konkurrencemæssig bæredygtighed for landbruget.

## Kritik
Bæredygtigt Landbrug er kritiseret for at opfordre til personlig hetz mod miljøforkæmperen Kjeld Hansen. I et brev af 9. maj 2011 opfordrede foreningens direktør Vagn Lundsteen medlemmerne til at "forfølge dem, der forfølger os", og der fulgte en række personlige og følsomme oplysninger om Kjeld Hansen. Lundsteen spørger desuden: "Kender vi nogen, der bor i nærheden?" Brevet opfordrer til at finde "belastende artikler" og gør opmærksom på, at "man kan altid finde noget".
I Ingeniøren 7.6.2011 kaldes foreningen Ubærligt Landbrug.
Foreningen har forsøgt, at true tidligere fødevareminister Mette Gjerskov til at udsende et dementi, efter hun havde udtalt at 100 brønde årligt må lukkes på grund af sprøjtegifte, da de ellers vil lægge sag an mod hende. de gjorde dog ikke alvor at truslen. Til gengæld sagsøgte de direktøren for Danmarks Naturfredningsforening Rene la Cour Sell for at sige nogenlunde det samme. Han blev siden frikendt af retten.

### Omstridt landbrugsrapport
I 2016 blev første del af en landbrugsrapport udgivet af Institut for Produktion og Erhvervsøkonomi på CBS med forsker Troels Troelsen som forfatter. Den fulde rapport blev aldrig udgivet, da projektets forskningsfaglige styregruppe var uenige om, om kvalitetsniveauet var højt nok. Den publicerede første del af rapporten viste, at landbrug i Danmark er meget dårligt stillet på grund af rammevilkår (særligt miljøregler) i forhold til landbrug i nabolande, hvilket er i modstrid med resultaterne i tidligere rapporter fra Københavns Universitet (2012) og COWI (2015).
Resultater fra CBS-rapporten blev særligt fremhævet af Flemming Fuglede Jørgensen, formand for Landsforeningen for Bæredygtigt Landbrug. Desuden sagde både han og direktør Hans Aarestrup, at Bæredygtigt Landbrug ikke havde været involveret i udarbejdelsen af rapporten. Siden blev det afsløret, at rapporten var lavet i tæt samarbejde med netop Bæredygtigt Landbrug, havde sektioner taget direkte fra denne uden kildehenvisning, bevidst havde udeladt at nævne en medforfatter til rapporten på grund af hans nære tilknytning til Bæredygtigt Landbrug, bevidst havde nedtonet resultater fra gårde, der ikke støttede rapportens konklusioner, og rapporten havde ingen peer-review. Dette blev stærkt kritiseret af andre forskere, f.eks. fra Københavns Universitet, mens Danmarks Naturfredningsforening kaldte den "makværk og et partsindlæg". Formanden for Bæredygtigt Landbrug kaldte kritikken for "petitesse-pjat", og mente at CBS-rapportens resultater var ubestridte, mens tidligere rapporter var ubrugelige. Efterfølgende sagde direktøren for Bæredygtigt Landbrug, at dele af CBS-rapporten (specielt de manglende kildehenvisninger) ikke var i orden. Liberal Alliance ønskede en høring i Folketingets Miljøudvalg om sagen, og Socialdemokraterne krævede svar fra miljø- og fødevareminister Esben Lunde Larsen (Venstre), som dog ikke ville involvere sig i debatten. Grundet de mange spørgsmål valgte CBS at lade deres forskningspraksisudvalg tjekke den fulde rapport for god videnskabelig praksis.
Desuden blev det afsløret, at Flemming Fuglede Jørgensen, formand for Bæredygtigt Landbrug, havde skrevet en ansøgning om forskningsmidler til CBS-rapporten, og herefter selv vurderede ansøgningen, da han sad i fonden der uddelte midlerne. Den offentligt finansierede fond gav 1,5 million kr. i støtte til CBS-rapporten. Næstformanden i fonden kaldte det dybt problematisk, Statsrevisorernes formand Peder Larsen (SF) mente det var i strid med forvaltningsloven, og formanden for den danske afdeling af Transparency International (en international anti-korruptions organisation) kaldte det korruption. Det benægtede Jørgensen, som dog ikke ville kommentere yderligere.